# Limpieza en húmedo

Símbolo de lavandería para la limpieza profesional en húmedo

Limpieza en húmedo (Wet cleaning) se refiere a métodos de limpieza profesional de ropa que, a diferencia de la limpieza en seco tradicional, evita el uso de solventes químicos, el más común de los cuales es el tetracloroetileno (comúnmente llamado percloroetileno o "perc"). Los grupos ambientalistas y la Agencia de Protección Ambiental de los Estados Unidos han indicado que tales métodos alternativos de "limpieza húmeda" son mejores para el medio ambiente que el perc, y los defensores de la limpieza húmeda afirman que estos métodos pueden usarse sin encoger o dañar las prendas que normalmente requieren limpieza en seco.
No es el uso de agua lo que hace que la limpieza en húmedo sea un método más seguro para limpiar la ropa. Las máquinas de limpieza en húmedo controladas por computadora, secadores especiales, detergentes seguros y quitamanchas no tóxicos hacen de la limpieza en húmedo un método ambientalmente racional. Las máquinas de limpieza en húmedo tienen controles que les permiten limpiar de forma segura y eficiente una amplia variedad de prendas en el agua. Los detergentes y quitamanchas están hechos de ingredientes que son más seguros para los trabajadores y el medio ambiente, pero son igual de seguros y efectivos para eliminar la suciedad, las manchas y los olores como los disolventes de limpieza en seco. El equipo, los detergentes y la habilidad contribuyen al éxito de la limpieza en húmedo.
De acuerdo con la Agencia de Protección Ambiental (EPA), la limpieza en húmedo es el método profesional de limpieza de prendas más sensible al medio ambiente. No utiliza productos químicos peligrosos, no genera residuos peligrosos, ni el proceso crea contaminación del aire y reduce el potencial de contaminación del agua y del suelo. Los detergentes y acondicionadores especializados que se utilizan en el proceso de limpieza húmeda son más suaves que los productos de lavandería para el hogar. Todos los productos se desechan en el desagüe y se manejan fácilmente en las instalaciones locales de tratamiento de aguas residuales.  Para los limpiadores profesionales, se argumenta que la limpieza en húmedo ofrece varias ventajas, como la reducción de los costos de capital inicial, suministros, equipos y eliminación de desechos peligrosos, así como una menor dependencia de la mano de obra calificada.
De American Dry Cleaner, "el 74.7% de las tintorerías usan la limpieza en húmedo cuando limpian la ropa informal y la ropa deportiva; artículos especiales, como cortinas y batas (42.3%); ropa“ casual de negocios ”o suave (38%); trabajos de restauración (25.4) %) y ropa de trabajo a medida (16.9%). 
Algunos fabricantes de ropa pueden etiquetar erróneamente su ropa "Dry Clean Only", aunque no existe una "base razonable" para afirmar que la prenda se dañará si no se limpia en seco.